# Méson scalaire
En physique des particules, un méson scalaire est un méson - état lié quark/antiquark - possédant un spin nul et de parité paire (JP=0+). Un méson de spin nul et de parité impaire (JP=0−) est un méson pseudoscalaire (comme le pion).